# Ekspedycja 73
Ekspedycja 73 – 73. długoterminowa ekspedycja na Międzynarodową Stację Kosmiczną (ISS) rozpoczęta 19 kwietnia 2025 roku od startu Sojuza MS-26, a dowództwo nad ISS objął astronauta JAXA Takuya Onishi. Kontynuuje ona szeroko badania naukowe prowadzone na pokładzie ISS, skupiając się na różnych dziedzinach, w tym biologii, fizjologii człowieka, fizyce i materiałoznawstwie. Członkowie załogi zajmują się również konserwacją i modernizacją systemów stacji kosmicznej.
26 czerwca 2025 roku do załogi Ekspedycji 73. dołączyła załoga Dragon Grace misji Axiom Mission 4: dowódca Peggy Whitson ze Stanów Zjednoczonych, pilot Shubhanshu Shukla z Indii i dwóch specjalistów misji: Sławosz Uznański-Wiśniewski z Polski i Tibor Kapu z Węgier. Misja ta oznacza powrót Indii, Polski i Węgier do załogowych lotów kosmicznych po raz pierwszy od ponad 40 lat. Podczas dwutygodniowego pobytu na ISS astronauci przeprowadzą 60 eksperymentów zaplanowanych przez naukowców z 31 krajów.

## Załoga
| Lot                        | Astronauta                                | Część 73a          | Część 73b          | Część 73c          | Część 73d          |
| Lot                        | Astronauta                                | 19 kwi-sie 2025    | sie 2025           | sie-27 paź 2025    | 27 paź-8 gru 2025  |
| -------------------------- | ----------------------------------------- | ------------------ | ------------------ | ------------------ | ------------------ |
| Sojuz MS-27                | Siergiej Ryżykow, Roskosmos trzeci lot    | Inżynier pokładowy | Inżynier pokładowy | Inżynier pokładowy | Inżynier pokładowy |
| Sojuz MS-27                | Aleksiej Zubricki, Roskosmos pierwszy lot | Inżynier pokładowy | Inżynier pokładowy | Inżynier pokładowy | Inżynier pokładowy |
| Sojuz MS-27                | Jonny Kim, NASA pierwszy lot              | Inżynier pokładowy | Inżynier pokładowy | Inżynier pokładowy | Inżynier pokładowy |
| SpaceX Crew-10             | Anne McClain, NASA drugi lot              | Inżynier pokładowy | Inżynier pokładowy | Poza stacją        | Poza stacją        |
| SpaceX Crew-10             | Nichole Ayers, NASA pierwszy lot          | Inżynier pokładowy | Inżynier pokładowy | Poza stacją        | Poza stacją        |
| SpaceX Crew-10             | Takuya Ōnishi, JAXA drugi lot             | Dowódca            | Dowódca            | Poza stacją        | Poza stacją        |
| SpaceX Crew-10             | Kirill Peskov, Roskosmos pierwszy lot     | Inżynier pokładowy | Inżynier pokładowy | Poza stacją        | Poza stacją        |
| SpaceX Crew-11 (planowana) | Zena Cardman, NASA pierwszy lot           | Poza stacją        | Inżynier pokładowy | Inżynier pokładowy | Inżynier pokładowy |
| SpaceX Crew-11 (planowana) | Michael Fincke, NASA czwarty lot          | Poza stacją        | Inżynier pokładowy | Inżynier pokładowy | Inżynier pokładowy |
| SpaceX Crew-11 (planowana) | Kimiya Yui, JAXA drugi lot                | Poza stacją        | Inżynier pokładowy | Inżynier pokładowy | Inżynier pokładowy |
| SpaceX Crew-11 (planowana) | Oleg Platonov, Roskosmos pierwszy lot     | Poza stacją        | Inżynier pokładowy | Inżynier pokładowy | Inżynier pokładowy |
| Sojuz MS-28 (planowana)    | Sergey Kud-Sverchkov, Roskosmos drugi lot | Poza stacją        | Poza stacją        | Poza stacją        | Inżynier pokładowy |
| Sojuz MS-28 (planowana)    | Sergey Mikayev, Roskosmos pierwszy lot    | Poza stacją        | Poza stacją        | Poza stacją        | Inżynier pokładowy |
| Sojuz MS-28 (planowana)    | Christopher Williams, NASA pierwszy lot   | Poza stacją        | Poza stacją        | Poza stacją        | Inżynier pokładowy |